# Évangéliaire d'Ostromir

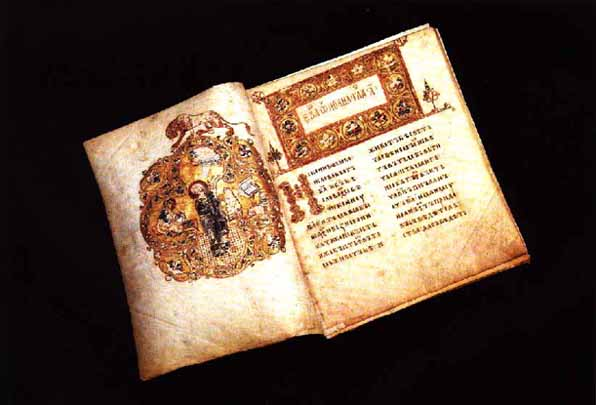
Photographie de l'évangéliaire d'Ostromir

L'évangéliaire d'Ostromir est un évangéliaire du XIe siècle, deuxième manuscrit le plus ancien du monde slave oriental, le premier étant le Codex de Novgorod découvert en l'an 2000. Cependant l'évangéliaire d'Ostromir est le manuscrit enluminé le plus ancien de la Rus' de Kiev, car il est rédigé sur parchemin, ce qui n'est pas le cas du Codex de Novgorod.
Il a été composé vers 1056-1057 par le diacre Grégoire pour le podestat (posadnik) de Novgorod, Ostromir, mort en 1057, sans doute à destination d'un monastère. Un grand nombre de manuscrits les plus anciens de Russie ont pu être conservés à Novgorod, car elle n'a pas subi le joug tatar.
L'évangéliaire d'Ostromir est conservé à la Bibliothèque nationale russe de Saint-Pétersbourg.

## Description

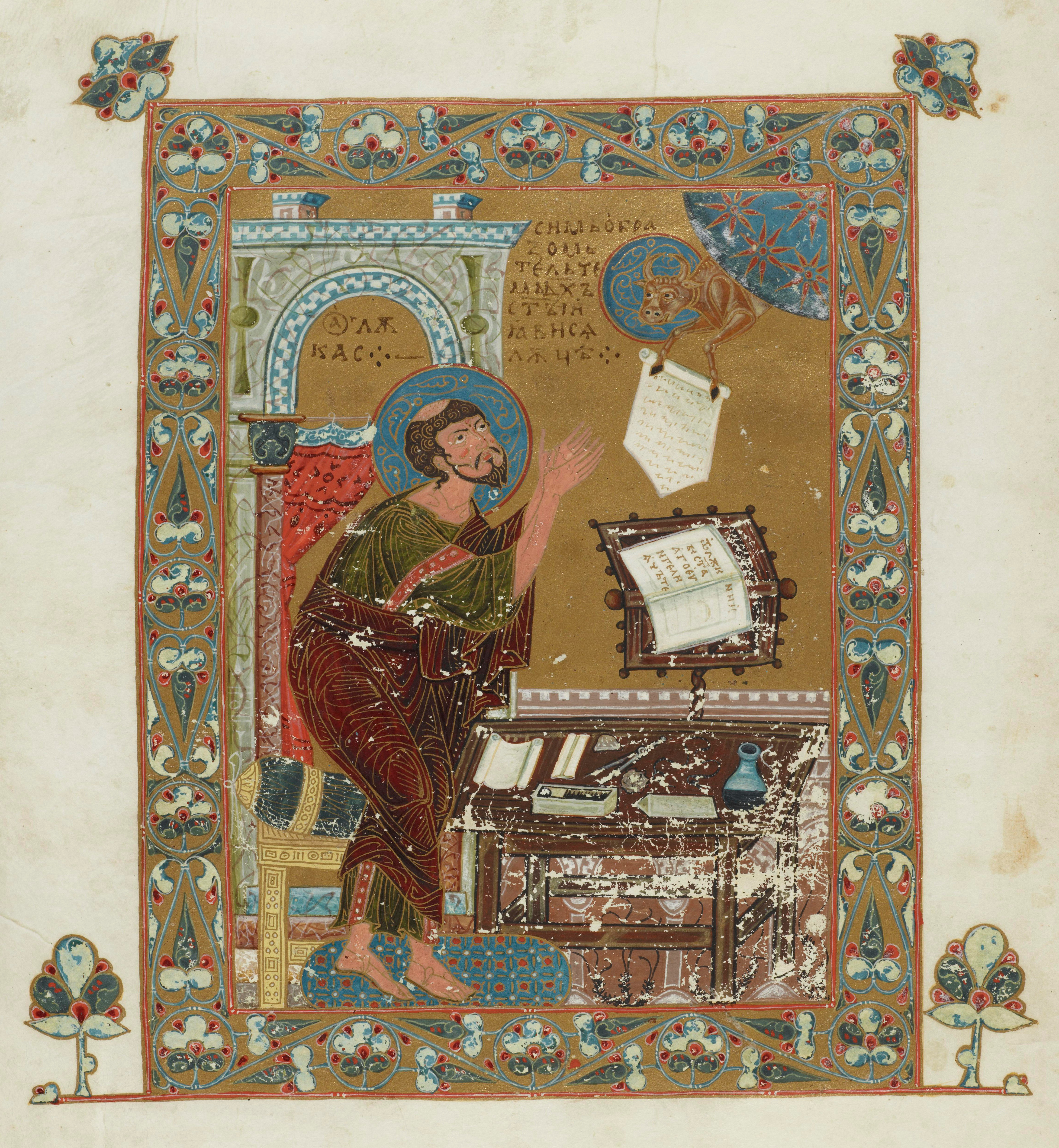
Portrait de saint Luc

Ce manuscrit de 294 folios de 20 cm sur 24 cm est rédigé sous forme de lectionnaire ne comportant que les lectures des dimanches et jours de fête. Il est rédigé en grandes lettres de 5 à 7 mm sur deux colonnes de dix-huit lignes et en vieux-slave. Il n'est donc pas rédigé en slavon liturgique classique. Il se termine par une note de l'auteur à propos des circonstances de sa composition. Il est orné des portraits de trois des Évangélistes (peints pas deux artistes différents) et de nombreux éléments décoratifs. Sa ressemblance étroite avec le Lectionnaire de Mstislav a suggéré aux historiens que les deux manuscrits ont pris pour modèle un même prototype aujourd'hui disparu. Les deux artistes auteurs des portraits des Évangélistes ont été profondément influencés par des modèles byzantins analogues, mais les portraits de saint Marc et de saint Luc semblent plus inspirés de portraits byzantins sur émail que sur parchemin.

## Histoire

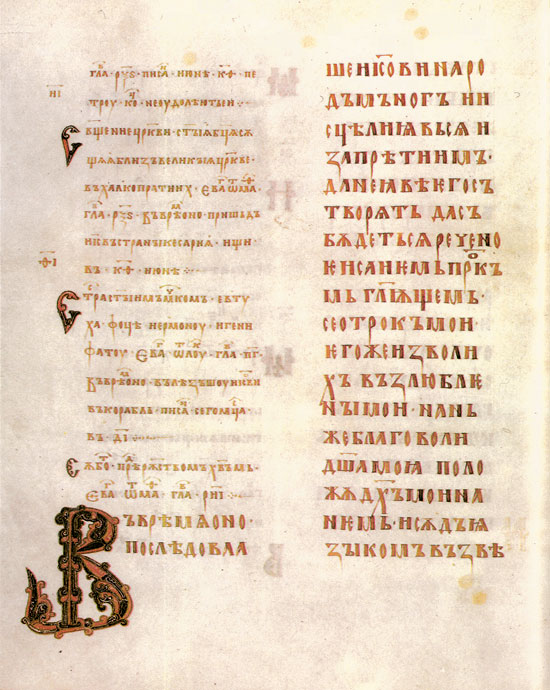
Page de l'évangéliaire

Le manuscrit a sans doute été offert à un monastère de Novgorod, car il est conservé ensuite à la cathédrale Sainte-Sophie de Novgorod avant de se trouver au Kremlin, où il figure dans un inventaire de 1701. Pierre le Grand ordonne son transfert à Saint-Pétersbourg en 1720, où il tombe dans l'oubli, jusqu'en 1805, lorsque l'ancien secrétaire particulier de Catherine la Grande, Droujinine, le découvre dans les affaires de feue l'impératrice.
Alexandre Ier ordonne sa conservation à la Bibliothèque impériale devenue aujourd'hui Bibliothèque nationale russe. Alexandre Vostokov a été le premier spécialiste à l'étudier en profondeur, démontrant que le vieux-slave de l'auteur se retrouvait dans le texte qui comporte des différences avec le slavon liturgique. Vostokov fit publier une première étude en 1843, avec une copie fac-similé sous sa supervision. 
Un cambrioleur s'empare en 1932 des gemmes de la plaque supérieure de la reliure qu'il défait, cachant le parchemin dans une valise. L'évangéliaire est retrouvé peu après, mais la reliure n'est pas remplacée.
Il est restauré en 1955. Il se trouve sous la cote Fnl. 5.

## Source
- (it) Cet article est partiellement ou en totalité issu de l’article de Wikipédia en italien intitulé « Vangeli di Ostromir » (voir la liste des auteurs).